# Relações entre China e Vietnã

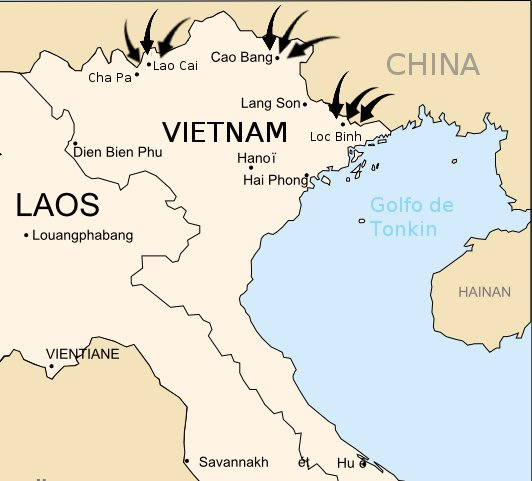
Invasão da China ao Vietnã.

As relações entre China e Vietnã são as relações diplomáticas estabelecidas entre a República Popular da China e a República Socialista do Vietnã. Ambos os países são vizinhos, com uma extensão de fronteira compartilhada equivalente a 1.281 km. A China mantém uma embaixada em Hanoi e um consulado em Ho Chi Minh. O Vietnã tem uma embaixada em Pequim e consulados em Guangzhou, Hong Kong, Kunming, Nanning e Shanghai.
As relações bilaterais entre ambos têm sido turbulentas, apesar de seus antecedentes socialistas em comum. O Vietnã foi, por mais de mil anos, uma parte do Império Chinês, antes de ganhar a sua independência, no século X. Todavia, mesmo independente, o Vietnã permaneceu sob a influência cultural e política da China, e uma relação tributária desenvolveu-se. Tal relação só veio a ser interrompida com o início do período de domínio colonial francês no Vietnã, na segunda metade do século XIX.
Após o Vietnã ter se tornado independente da França, em 1954, as relações entre China e Vietnã permaneceram oficialmente muito próximas até o fim da Guerra do Vietnã, em 1975. Embora a China tivesse dado assistência ao Vietnã do Norte durante a guerra, as relações entre os dois países azedaram após a reunificação vietnamita, em 1975. Os dois países travaram um breve conflito de fronteiras em 1979, mas desde então têm trabalhado para melhorar as suas relações diplomáticas e econômicas.